# Mokreanî, Drohobîci
Mokreanî (în ucraineană Мокряни) este un sat în comuna Urij din raionul Drohobîci, regiunea Liov, Ucraina.

## Demografie
Componența lingvistică a localității Mokreanî
     Ucraineană (99,48%)
     Alte limbi (0,52%)
Conform recensământului din 2001, majoritatea populației localității Mokreanî era vorbitoare de ucraineană (99,48%), existând în minoritate și vorbitori de alte limbi.